# 畑嶋恵理奈
畑嶋 恵理奈（はたしま えりな、1974年1月11日- ）は、岡山・香川地区を中心に活躍したフリーアナウンサー。

## 来歴
愛媛県新居浜市出身。愛媛県立新居浜西高等学校を経て、埼玉大学経済学部経営学科卒業。
- 南海放送　-　1996年4月～2001年4月
- 瀬戸内海放送　-　2001年6月～2005年3月（キャストKSBパートナーズ所属）
- その後はフリーアナウンサーとなり、2005年9月山陽放送テレビの「晴れの国おかやま国体夏季大会ハイライト」キャスターを担当したのをきっかけに、山陽放送専属の契約アナウンサーとして活躍する様になったが、2008年9月で契約終了し、10月から東京在住。

- 瀬戸内海放送在籍時代から日刊スポーツ瀬戸内版で「畑嶋恵理奈のキラリ☆瀬戸内」という岡山・香川地区のスポーツを中心としたコラムを掲載している。

- 2007年5月、結婚。2009年8月、第一子となる男児を出産。

## 過去担当していた番組
- CHECK!THEなんかい（南海放送テレビ）
- KSBスーパーJチャンネル（瀬戸内海放送）
- KSBニュースview（瀬戸内海放送）
- イブニングDonDon（山陽放送テレビ）
- RSKイブニングニュース（山陽放送テレビ）
- RSKスポーツダッシュ（山陽放送テレビ、~2008年9月）